# Osmanska arhitektura
Osmanska arhitektura je arhitektura Osmanskega cesarstva, ki je nastala v severozahodni Anatoliji v 13. stoletju. Arhitektura cesarstva se je razvila iz starejše turške seldžuške arhitekture, z vplivi bizantinske in iranske arhitekture skupaj z drugimi arhitekturnimi tradicijami na Bližnjem vzhodu. Zgodnja osmanska arhitektura je v obdobju od 13. do 15. stoletja eksperimentirala z več tipi stavb, ki se je postopoma razvijala v klasični osmanski slog 16. in 17. stoletja. Ta slog je bil mešanica domače turške tradicije in vplivov iz Hagije Sofije, kar je povzročilo monumentalne mošejske stavbe, osredotočene okoli visoke osrednje kupole z različnim številom pol-kupol. Najpomembnejši arhitekt klasičnega obdobja je Mimar Sinan, katerega glavna dela so mošeja Şehzade, mošeja Sulejmanija in Selimova mošeja. V drugi polovici 16. stoletja so doživela vrhunec tudi nekatere dekorativne umetnosti, predvsem uporaba izniških ploščic.
Od 18. stoletja je na osmansko arhitekturo vplivala baročna arhitektura v Zahodni Evropi, kar je povzročilo osmanski baročni slog. Mošeja Nuruosmaniye je eden najpomembnejših primerov iz tega obdobja. V 19. stoletju je bilo več vplivov, uvoženih iz zahodne Evrope, ki so jih prinesli arhitekti, kot so tisti iz družine Balyan. Uvedeni so bili cesarski slog in neoklasicistični motivi in trend k eklekticizmu je bil očiten v številnih vrstah stavb, kot je Palača Dolmabahçe. V zadnjih desetletjih Osmanskega cesarstva so arhitekti, kot sta Mimar Kemaleddin in Vedat Tek, razvili nov arhitekturni slog, imenovan neoosmanski ali osmanski revivalizem, znan tudi kot Prvo nacionalno arhitekturno gibanje.
Osmansko dinastično pokroviteljstvo je bilo koncentrirano v zgodovinskih prestolnicah Bursa, Odrin in Carigrad (Konstantinopel), pa tudi v več drugih pomembnih upravnih središčih, kot sta Amasya in Manisa. Prav v teh središčih se je zgodil najpomembnejši razvoj osmanske arhitekture in da je mogoče najti najbolj monumentalno osmansko arhitekturo. Glavni verski spomeniki so bili običajno arhitekturni kompleksi, znani kot külliye, ki so imeli več komponent, ki so zagotavljale različne storitve ali ugodnosti. Poleg mošeje so to lahko medresa, hamam, imaret, sebil, tržnica, karavanseraj, osnovna šola ali drugo. Osmanske konstrukcije so bile še vedno v izobilju v Anatoliji in na Balkanu (Rumeliji), toda v bolj oddaljenih bližnjevzhodnih in severnoafriških provincah so starejši islamski arhitekturni slogi še naprej imeli močan vpliv in so se včasih mešali z osmanskimi slogi

## Zgodnje osmansko obdobje

### Zgodnji razvoj
Prvi Osmani so bili ustanovljeni v severozahodni Anatoliji blizu meja Bizantinskega cesarstva. Njihov položaj na tej meji je spodbudil vplive bizantinske arhitekture in drugih starodavnih ostankov v regiji, primeri podobnih eksperimentov pa so bili tudi v drugih lokalnih dinastijah v regiji. Ena od zgodnjih slogovnih razlik, ki se je pojavila, je bila tradicija oblikovanja popolnejših fasad pred mošejami, predvsem v obliki portika z oboki in stebri. Prve osmanske stavbe so bile zgrajene v Söğütu, najzgodnejši osmanski prestolnici, in v bližnjem Bileciku, vendar se v svoji prvotni obliki niso ohranile. Vključujejo nekaj majhnih mošej in mavzolej, zgrajen v Ertuğrulovem času (konec 13. stoletja). Burso je leta 1326 zavzel osmanski voditelj Orhan I.. Do leta 1402 je služil kot osmanska prestolnica in postal glavno središče pokroviteljstva in gradnje. Orhan je leta 1331 zavzel tudi İznik in ga spremenil v še eno zgodnje središče osmanske umetnosti. V tem zgodnjem obdobju so bile na splošno tri vrste mošej: mošeja z enojno kupolo, mošeja v obliki črke T in mošeja z več enotami ali več kupolami.

#### Mošeje z eno kupolo
Mošeja Hacı Özbek (1333) v İzniku je najstarejša osmanska mošeja z napisom, ki dokumentira njeno gradnjo. Je tudi prvi primer osmanske mošeje z eno kupolo, sestavljene iz kvadratne komore, prekrite s kupolo. Zgrajena je v izmeničnih plasteh opeke in klesanega kamna, tehnika, ki je bila verjetno kopirana iz bizantinskih primerov in se je ponovila v drugih osmanskih strukturah. Kupola je pokrita s ploščicami iz terakote, kar je bila tudi navada zgodnje osmanske arhitekture, preden so bile poznejše osmanske kupole prekrite s svincem. Druge stavbe iz časa Orhana so bile zgrajene v İzniku, Bileciku in v Bursi. Po tem so se še naprej gradile enokupolne mošeje, kot je primer Zelene mošeje v Izniku (1378–1391), ki jo je zgradil osmanski paša. Zelena mošeja v Izniku je prva osmanska mošeja, za katero je znano ime arhitekta (Hacı bin Musa). Glavna kupola pokriva kvadratni prostor, zato je prehod med okroglo osnovo kupole in kvadratno komoro spodaj dosežen s serijo trikotnih rezbarij, znanih kot turški trikotniki, tip pendantiva, ki je bil običajen v anatolski seldžuški in zgodnji osmanski arhitekturi. Primer enokupolne mošeje z veliko večjo kupolo je mogoče najti v mošeji Yildirim Bajazid I. v Mudurnu, ki je iz leta 1389. Ambiciozna kupola s premerom 20 metrov je bila primerljiva z veliko poznejšimi osmanskimi mošejami, vendar da bi bila stabilna, jo je bilo treba zgraditi bližje k tlom. Namesto turških trikotnikov je prehod opravljen preko tromp, ki se začnejo nizko ob stenah.
- Mošeje z eno kupolo
- Mošeja Hacı Özbek v Izniku (1333)
- Zelena mošeja v Izniku (1378–1391)
- Notranjost Zelene mošeje: "turški trikotniki" tvorijo prehod iz kupole v kvadratno komoro
- Notranjost mošeje Yildirim Bayezid v Mudurnu (približno 1389)

#### Mošeje "T-tlorisa" alizaviyes
V letih 1334–1335 je Orhan zgradil mošejo zunaj Yenişehir vrat v İzniku, ki ne stoji več, ampak so jo izkopali in preučevali arheologi. Pomembna je kot najzgodnejši znani primer vrste stavbe, imenovane zaviye (sorodno arabskemu zawiya), mošeja T-tlorisa ali mošeja tipa Bursa.  Za to vrsto stavbe je značilno osrednje dvorišče, običajno pokrito s kupolo, z ivani (kupolaste ali obokane dvorane, ki so odprte na dvorišče) na treh straneh, od katerih je ena usmerjena proti kibli (smer molitve) in vsebuje mihrab (stenska niša, ki simbolizira kiblo). Sprednja fasada je običajno vključevala portik po celotni širini. Ivani ob strani in druge različne sobe, pritrjene na te stavbe, so morda služile za bivanje sufijskih študentov in potujočih dervišev, saj so bile sufijske bratovščine ena glavnih podpornikov zgodnjih Osmanov. Različice tega tlorisa so bile najpogostejša vrsta velike verske strukture, ki so jo sponzorirale zgodnje osmanske elite. Oznaka tip Bursa izhaja iz dejstva, da je bilo v Bursi in okoli nje zgrajenih več tovrstnih primerov, vključno z mošejo Orhan Gazi (1339), mošejo Hüdavendigar (Murat I.) (1366–1385), Yildirim Bajazid I. Mošeja (dokončana leta 1395) in Zelena mošeja, ki jo je zgradil Mehmed I.. Zelena mošeja, ki se je začela graditi leta 1412 in je bila dokončana leta 1424, [34] je znana po obsežni dekoraciji ploščic v tehniki cuerda seca (tehnika, ki se uporablja pri nanašanju barvnih glazur na keramične površine). To je prvi primer razkošne dekoracije ploščic v osmanski arhitekturi. Vse te mošeje so bile del večjih verskih kompleksov (külliye), ki so vključevali druge strukture, ki so ponujale storitve, kot so medresa (islamska šola), hamam (javna kopališča) in imaret (dobrodelne kuhinje).
Pomembni primeri stavb T-tlorisa izven Burse so mošeja Firuz Bey v Milasu, ki jo je leta 1394 zgradil lokalni osmanski guverner, in Nilüfer Hatun Imaret v Izniku, prvotno zaviye, zgrajen leta 1388 v čast materi Murata I.. Firuz-begova mošeja je znana po tem, da je zgrajena v kamnu in ima visokokakovostno izrezljano dekoracijo. Dva druga primera T-tlorisa, Beylerbeyi mošeja v Odrinu (1428–1429) in Yahşi Begova mošeja v İzmirju (približno 1441–1442), sta pomembni kot poznejši strukturi T-tlorisi z bolj zapletenimi dekorativnimi strešnimi sistemi. V obeh stavbah so običajne stranske ivane zamenjale ločene dvorane, do katerih se dostopa skozi vrata iz osrednjega prostora. Posledično so se molitve verjetno izvajale le v ivanu, usmerjenem v kiblo, kar je pokazalo, kako zaviye stavbe pogosto niso bile zasnovane kot preproste mošeje, ampak so imele namesto tega bolj zapletene funkcije. V obeh stavbah je kibla ivan pol osmerokotne oblike in je prekrit s polkupolo. Velike  muqarnas, žlebovi ali druge geometrijske rezbarije krasijo kupole in polkupole.
- T-tloris mošej in stavb
- Mošeja Orhan Gazi v Bursi (1339): zunanji in sprednji portik
- Mošeja Orhan Gazi: notranja molitvena dvorana, pogled proti kibli
- Mošeja Hüdavendigar v Bursi (1366–1385): notranjost molitvene dvorane
- Nilüfer Hatun Imaret v Izniku (1388)
- Mošeja Yıldırım Bajazida I. v Bursi (1395): zunanjost in portik
- Mošeja Yıldırım Bajazida I.: notranji pogled proti kibli
- Firuz-begova mošeja v Milasu (1394): zunanja fasada
- Zelena mošeja v Bursi (1412–1424): zunanja fasada in vhodni portal
- Zelena mošeja: notranjost
- Zelena mošeja: mihrab in dekoracija ploščic
- Zelena grobnica v Bursi (1412–24), del kompleksa Zelene mošeje
- Notranjost Zelene grobnice
- Beylerbeyi mošeja v Odrinu (1428–1429): notranji pogled na kiblo ivana

#### Več kupolne stavbe
Najbolj nenavadna mošeja tega obdobja je kongregacijska mošeja, znana kot Velika mošeja v Bursi ali Ulu Cami. Mošejo je naročil Bajazid I., financiral pa jo je s plenom njegove zmage v bitki pri Nikopolju leta 1396. Dokončana je bila nekaj let pozneje, v letih 1399–1400. Je večkupolna mošeja, sestavljena iz velike hipostilne dvorane, razdeljene na dvajset enakih travej v pravokotni mreži štirikrat na pet, od katerih je vsaka pokrita s kupolo, ki jo podpirajo kamniti slopi. Kupola nad srednjo travejo druge vrste ima okulus, njena tla pa zaseda vodnjak, ki ima podobno vlogo kot sahn (dvorišče) v mošejah drugih regij. Minbar (prižnica) mošeje je med najlepšimi primeri zgodnjih osmanskih lesenih minbarov, izdelanih s tehniko kündekari, v kateri so kosi lesa pritrjeni skupaj brez žebljev ali lepila. Njene površine so okrašene z napisi, cvetličnimi (arabesknimi) in geometrijskimi motivi.
Potem ko je Bajazid I. leta 1402 v bitki pri Ankari proti Timurju doživel katastrofalen poraz, se je prestolnica preselila v Odrin v Trakiji. Še eno večkupolno kongregacijsko mošejo je tukaj začel Sulejman Čelebi leta 1403, dokončal pa Mehmed I. leta 1414. Danes je znana kot Stara mošeja (Eski Cami). Je nekoliko manjša od Velike mošeje v Bursi, sestavljena je iz kvadratnega tlorisa, razdeljenega na devet kupolastih travej, ki jih podpirajo štirje slopi. To je bila zadnja večja mošeja z več kupolami, ki so jo zgradili Osmani (z nekaterimi izjemami, kot je kasnejša mošeja Piyale Paša). V kasnejših obdobjih je bil tip večkupolne stavbe prilagojen za uporabo v nereligioznih stavbah. Primer tega je bedesten – nekakšna tržnica v središču bazarja –, ki jo je Bajazid I. zgradil v Bursi v času njegove vladavine. Podoben bedesten je v Odrinu zgradil Mehmed I. med letoma 1413 in 1421.
- Mošeje in stavbe z več kupolami
- Velika mošeja v Bursi (1396–1400)
- Notranjost Velike mošeje v Bursi
- Leseni minbar Velike mošeje v Bursi
- Stara mošeja v Odrinu (1403–1414)
- Notranjost stare mošeje v Odrinu
- Notranjost Bedestena v Bursi (s sodobnimi trgovinami)
- Zunanji pogled na Bedesten v Odrinu

### Murat II. in Üç Şerefeli mošeja
V obdobju Murata II. (med letoma 1421 in 1451) so se nekatere tradicije nadaljevale in uvedle novosti. Čeprav je bilo glavno mesto v Odrinu, je Murat II. dal zgraditi svoj pogrebni kompleks (kompleks Muradiye) v Bursi med letoma 1424 in 1426. Vključeval je mošejo (močno obnovljeno v 19. stoletju), medreso, imaret in mavzolej. Njegovo pokopališče se je razvilo v kraljevo nekropolo, ko so bili tu zgrajeni kasnejši mavzoleji, čeprav je bil Murat II. edini tu pokopan sultan. Mavzolej Murata II. je edinstven med kraljevimi osmanskimi grobnicami, saj ima osrednja kupola odprtino v nebo, mavzolej njegovega sina pa je bil zgrajen neposredno ob njem, po sultanovi zadnji želji. Medresa kompleksa je ena izmed najbolj arhitekturno dovršenih v tem obdobju in ena redkih tovrstnih iz tega obdobja, ki je preživela.[49] Ima kvadratno dvorišče z osrednjim vodnjakom (šadirvan), obdanim s kupolastim portikom, za katerim so obokane sobe. Na jugovzhodni strani dvorišča je velika kupolasta učilnica (dershane), katere vhodna fasada (obrnjena proti dvorišču) je okrašena s ploščicami. V Odrinu je Murat II. leta 1435 zgradil še eno zaviye za sufije, zdaj znano kot Mošeja Murat II. Ponavlja tloris tipa Bursa in vsebuje tudi bogato dekoracijo ploščic, podobno Zeleni mošeji v Bursi, ter nove modro-bele ploščice s kitajskimi vplivi.
Najpomembnejša mošeja tega obdobja je mošeja Üç Şerefeli, ki jo je začel Murat II. graditi leta 1437 in jo končal leta 1447. Ima zelo drugačen dizajn od prejšnjih mošej. Tloris je skoraj kvadraten, vendar je razdeljen na pravokotno dvorišče in pravokotno molitveno dvorano. Dvorišče ima osrednji vodnjak in ga obdaja portik z oboki in kupolami, z okrašeno osrednjo stranjo, ki vodi na dvorišče od zunaj, in drugim, ki vodi z dvorišča v molitveno dvorano. Molitvena dvorana je osredotočena okoli ogromne kupole, ki pokriva večji del srednjega dela dvorane, ob straneh dvorane pa so pari manjših kupol. Osrednja kupola s premerom 24 metrov (ali 27 metrov po Kubanu ) je veliko večja od katere koli druge osmanske kupole, zgrajene pred tem. Na zunaj je to posledica zgodnjega primera vizualnega učinka kaskade kupol, ki so ga opazili v poznejših osmanskih mošejah, čeprav Sheila Blair in Jonathan Bloom opisujeta celotno ureditev tukaj kot še ne uspešno v primerjavi s poznejšimi primeri. Mošeja ima skupaj štiri minarete, ki so razporejeni na štirih vogalih dvorišča. Njen jugozahodni minaret je bil najvišji osmanski minaret do takrat zgrajen in ima tri balkone, od koder izvira ime mošeje.
Celotna oblika mošeje Üç Şerefeli s svojo osrednjo kupolo molitveno dvorano, arkadnim dvoriščemz vodnjakom, minareti in visokimi vhodnimi portali je napovedovala značilnosti poznejše osmanske mošejske arhitekture. Opisan je bil kot »križišče osmanske arhitekture«, kar pomeni vrhunec arhitekturnega eksperimentiranja z različnimi prostorskimi ureditvami v obdobju Bejlikov in zgodnjih Osmanov. Kuban ga opisuje kot »zadnjo stopnjo v zgodnji osmanski arhitekturi«, medtem ko sta načrt osrednje kupole in modularni značaj njene zasnove nakazala smer prihodnje osmanske arhitekture v Carigradu.
- Kompleks Murata II.
- Grobnica Murata II. v kompleksu Muradiye v Bursi (približno 1426)
- Vhod v medreso Murata II. v Bursi (približno 1426)
- Ostanki ploščic in fresk v mošeji Murat II. v Edirnu (okoli 1435)
- Mošeja Üç Şerefeli v Odrinu (1437–1447): zunanjost
- Mošeja Üç Şerefeli: dvorišče
- Mošeja Üç Şerefeli: notranjost

### Mehmed II. in zgodnji osmanski Carigrad
Mehmed II. Osvajalec je svojega očeta začasno nasledil leta 1444 in dokončno leta 1451. Znan je tudi kot Fatih ali Osvajalec po osvojitvi Konstantinopla leta 1453, kar je pripeljalo do konca ostankov Bizantinskega cesarstva. Mehmed se je močno zanimal za turško, perzijsko in evropsko kulturo ter je sponzoriral umetnike in pisatelje na svojem dvoru. Pred osvojitvijo leta 1453 je njegova prestolnica ostala v Odrinu, kjer je v letih 1452-53 dokončal novo palačo zase. Izvedel je obsežne priprave na obleganje, vključno z gradnjo velike trdnjave, znane kot Rumeli Hisarı na zahodni obali Bosporja, ki se je začela graditi v letih 1451-52 in končala tik pred obleganjem leta 1453. Stala je nasproti starejše trdnjave na vzhodni obali, znane kot Anadolu Hisarı, ki jo je zgradil Bajazid I. v 1390-ih za prejšnje obleganje in je bila zasnovana tako, da prekine komunikacijo z mestom skozi Bosporsko ožino. Rumeli Hisarı ostaja ena najbolj impresivnih srednjeveških osmanskih utrdb. Sestavljena je iz treh velikih okroglih stolpov, povezanih s kurtinami, nepravilne postavitve, prilagojene topografiji terena. V notranjosti utrjene ograde je bila zgrajena majhna mošeja. Nekoč so stolpi imeli stožčaste strehe, ki pa so v 19. stoletju izginile.
Po osvojitvi Konstantinopla (danes znanega kot Carigrad) je bila ena prvih Mehmedovih gradenj v mestu palača, znana kot Stara palača (Eski Saray), zgrajena leta 1455 na mestu, kjer je zdaj glavni kampus istanbulske univerze. Hkrati je Mehmed zgradil še eno trdnjavo,  Yedikule (Sedem stolpov), na južnem koncu mestnega kopenskega obzidja, da bi hranil in varoval zakladnico. Dokončana je bila v letih 1457–1458. Za razliko od trdnjave Rumeli Hisarı ima tloris v obliki peterokrake zvezde, morda po italijanskem vzoru. Da bi oživil trgovino, je Mehmed med letoma 1456 in 1461 v Carigradu zgradil prvi bedesten, različno znan kot Notranji Bedesten (Iç Bedesten), Stari Bedesten (Eski Bedesten ali Bedesten-i Atik) ali Bedesten draguljarjev (Cevahir Bedesteni). .[62][63] Drugi bedesten, Sandal Bedesten, znan tudi kot Mali Bedesten (Küçük Bedesten) ali Novi Bedesten (Bedesten-i Cedid), je Mehmed zgradil približno ducat let pozneje. Ta dva bedestena, vsak sestavljen iz velike dvorane z več kupolami, tvorita prvotno jedro današnjega Velikega bazarja, ki je zrasel okoli njih v naslednjih generacijah. Približno iz tega časa izvira tudi bližnji Tahtakale hamam, najstarejši hamam (javno kopališče) v mestu. Edini drugi dokumentirani hamami v mestu, ki izvirajo iz časa Mehmeda II., sta Mahmut Paša hamam (del kompleksa Mahmut Paša mošeje), zgrajena leta 1466 in Gedik Ahmet Paša hamam, zgrajen okoli leta 1475.
- Zgodnje osmanske stavbe v Carigradu pod Mehmedom II.
- Trdnjava Yedikule v Carigradu (približno 1458)
- Notranjost Sandal Bedesten na Velikem bazarju v Carigradu
- Notranjost hamama Tahtakale (kupola je originalna, vendar so balkoni moderni)
- Mahmut Paša Hamam,, Carigrad (1466)
- Mahmut Paša Hamam: notranjost kupole

Leta 1459 je Mehmed II. začel graditi drugo palačo, znano kot Nova palača (Yeni Saray) in kasneje kot palača Topkapı (Palača s topovskimi vrati), na mestu nekdanje bizantske akropole, hriba s pogledom na Bospor. Palača je bila večinoma postavljena med letoma 1459 in 1465. Sprva je ostala večinoma upravna palača, sultanova rezidenca pa je ostala v Stari palači. Kraljeva rezidenca je postala šele v 16. stoletju, ko je bil zgrajen haremski del. Palačo so v naslednjih stoletjih večkrat spreminjali različni vladarji, danes pa palača predstavlja kopičenje različnih slogov in obdobij. Njena splošna postavitev se zdi zelo nepravilna, sestavljena iz več dvorišč in ograd znotraj območja, ki ga razmejuje zunanja stena. Navidezno nepravilna postavitev palače je bila v resnici odraz jasne hierarhične organizacije funkcij in zasebnih rezidenc, pri čemer so najbolj notranja območja rezervirana za zasebnost sultana in njegovega najožjega kroga. Med današnjimi strukturami, ki izvirajo iz Mehmedovega časa, je Fatih kiosk ali paviljon Mehmeda II., ki je na vzhodni strani Tretjega dvorišča in je bil zgrajen v letih 1462–1463. Sestavljen je iz niza kupolastih dvoran, pred katerimi je arkadni portik na strani, obrnjeni proti palači. Stoji na vrhu težke podkonstrukcije, vgrajene v pobočje hriba s pogledom na Bospor. Ta nižja raven je prvotno služila tudi kot zakladnica. Prisotnost močno grajenih temeljnih zidov in podobnih podkonstrukcij je bila skupna značilnost osmanske gradnje v tej palači in drugih arhitekturnih kompleksih. Bab-ı Hümayun, glavni zunanji vhod v dvorišče palače, izvira iz časa Mehmeta II. glede na napis, ki navaja datum 1478–1479, vendar je bil v 19. stoletju prekrit z novim marmorjem. Kuban tudi trdi, da Babüsselam (vrata pozdrava), vrata drugega dvorišča, ki jih obkrožata dva stolpa, izvirajo iz časa Mehmeda II. Ta je v zunanjih vrtovih palače naročil tri paviljone, zgrajene v treh različnih slogih. En paviljon je bil v osmanskem slogu, drugi v grškem slogu in tretji v perzijskem slogu. Od teh se je ohranil le perzijski paviljon, znan kot Poploščen Kiosk (Çinili Köşk). Dokončan je bil septembra ali oktobra 1472, njegovo ime pa izhaja iz bogate dekoracije ploščic, vključno s prvim pojavom dekoracije iz ploščic banna'i po iranskem navdihu v Carigradu. Obokana in križna postavitev notranjosti stavbe prav tako temelji na iranskih vzorih, medtem ko je zunanjost spredaj z visokim portikom. Čeprav o gradbincih ni veliko znanega, so bili verjetno iranskega izvora, saj zgodovinski dokumenti kažejo na prisotnost kerorezalcev iz Horasana.
- Palačna arhitektura Mehmeda II.
- Bab-ı Hümayun, zunanja vrata palače Topkapi (1478–1479, s poznejšo prenovo)
- Babüsselam, vrata v drugo dvorišče v palači Topkapi
- Kiosk Fatih na tretjem dvorišču palače Topkapi (1462–1463)
- Poploščen kiosk v zunanjih vrtovih palače Topkapi (1472)
- Dekoracija ploščic Kioska

Mehmedov največji prispevek k verski arhitekturi je bil kompleks Fatihove mošeje v Carigradu, zgrajen od leta 1463 do 1470. Bil je del zelo velikega külliyeja, ki je vključeval tudi tabhane (gostišče za popotnike), imaret, darüşşifa (bolnišnico), karavanseraj (prenočišče za potujoče trgovce), kuttab (osnovna šola), knjižnica, hamam, trgovine, pokopališče z ustanoviteljevim mavzolejem in osem medres s pripadajočimi prizidki. Vse te strukture niso preživele do danes. Stavbe so v veliki meri ignorirale obstoječo topografijo in so bile razporejene v močno simetrično razporeditev na prostrani kvadratni terasi z monumentalno mošejo v središču. Arhitekt mošejskega kompleksa je bil Usta Sinan, znan kot Sinan starejši. Stala je na četrtem hribu v Carigradu, ki ga je do takrat zasedala porušena bizantinska cerkev Svetih apostolov. Žal je velik del mošeje uničil potres leta 1766, zaradi česar jo je Mustafa III. kmalu zatem v precej spremenjeni obliki v veliki meri obnovil. Od prvotne mošeje so v celoti preživeli le zidovi in portiki dvorišča mošeje ter marmorni vhod v molitveno dvorano. Obliko preostalega dela mošeje so morali znanstveniki rekonstruirati z uporabo zgodovinskih virov in ilustracij. Zasnova je verjetno odražala kombinacijo bizantinske cerkvene tradicije (zlasti Hagija Sophija) z osmansko tradicijo, ki se je razvila od zgodnjih cesarskih mošej v Bursi in Odrinu. Na podlagi idej, ki jih je oblikovala prejšnja mošeja Üç Şerefeli, je bila ta sestavljena iz pravokotnega dvorišča z okoliško galerijo, ki je vodila do kupolaste molitvene dvorane. Molitvena dvorana je bila sestavljena iz velike osrednje kupole s polkupolo za njo (na strani kible) in ob boku s tremi manjšimi kupolami na obeh straneh.

### Vladavina Bajazida II.
Po Mehmedu II. vladavino Bajazida II. (1481–1512) ponovno zaznamuje obsežno arhitekturno pokroviteljstvo, od katerih sta dva najbolj izstopajoča in najvplivnejša primera kompleks Bajazida II. v Odrinu in Mošeja Bajazida II. v Carigradu. Medtem ko je bilo to obdobje nadaljnjih eksperimentov, je mošeja Bajazida II. v Amasiji, dokončana leta 1486, še vedno temeljila na tlorisu tipa Bursa, ki je predstavljala zadnjo in največjo cesarsko mošejo v tem slogu. Doğan Kuban meni, da konstrukcije Bajazida II. predstavljajo tudi namerne poskuse urbanističnega načrtovanja, ki širijo dediščino kompleksa Fatihove mošeje v Carigradu.
Kompleks Bajazida II. v Odrinu je kompleks (külliye) stavb, ki vključujejo mošejo, darüşifa, imaret, medreso, tımarhane (azil za duševno bolne), dva tabhana, pekarno, stranišča in druge storitve, vse povezano na istem mestu. Leta 1484 ga je naročil Bajazid II., dokončan pa leta 1488 pod vodstvom arhitekta Hajretina. Različne strukture kompleksa imajo razmeroma preproste, a strogo geometrijske tlorise, zgrajene iz kamna s svinčenimi strehami, le redko okrasje v obliki izmenično barvnega kamna okoli oken in obokov. To je bilo opisano kot »osmanska klasična arhitekturna estetika v zgodnji fazi svojega razvoja«. Mošeja leži v središču kompleksa. Ima strogo kvadratno molitveno dvorano, ki jo pokriva velika visoka kupola. Pred dvorano je pravokotno dvorišče z vodnjakom in okoliško arkado. Darüşşifa, katere funkcija je bila glavna motivacija za Bajazidovo gradnjo kompleksa, ima dve notranji dvorišči, ki vodita do strukture s šesterokotnim tlorisom z majhnimi kupolastimi sobami, razporejenimi okoli večje osrednje kupole.
Mošeja Bajazida II. v Carigradu je bila zgrajena med letoma 1500 in 1505 pod vodstvom arhitekta Ya'quba ali Yakubšaha (čeprav je tudi Hajretin omenjen v dokumentih). Bila je tudi del večjega kompleksa, ki je vključeval medreso (danes služi kot Muzej turške kaligrafske umetnosti), monumentalni hamam (Hamam Bajazida II.), hospic, imaret, karavanseraj in pokopališče okoli sultanovega mavzoleja. Sama mošeja, največja stavba, je ponovno sestavljena iz dvorišča, ki vodi do kvadratne molitvene dvorane. Molitvena dvorana pa zdaj uporablja dve polkupoli, ki sta poravnani z glavno osrednjo kupolo, medtem ko so stranske ladje pokrite s štirimi manjšimi kupolami. V primerjavi s prejšnjimi mošejami ima ta za zunanji profil stavbe veliko bolj prefinjen učinek »kaskade kupol«, ki verjetno odraža vplive Hagije Sofije in prvotne (zdaj izginule) Fatihove mošeje. Mošeja je vrhunec tega obdobja arhitekturnega raziskovanja pod Bajazidom II. in zadnji korak k klasičnemu osmanskemu slogu. Namerna razporeditev uveljavljenih osmanskih arhitekturnih elementov v močno simetrično zasnovo je en vidik, ki označuje ta razvoj.
- Kompleksi Bajazida II.
- Mošeja Bajazida II. v Amasiji (1486)
- Kompleks Bajazida II. v Odrinu (1484–1488)
- Notranjost mošeje v kompleksu Bajazida II. v Odrinu
- Notranje dvorišče darüşşife v kompleksu Bajazida II. v Odrinu
- Mošeja Bajazida II. v Carigradu (1500–1505)
- Mošeja Bajazida II. v Carigradu: notranjost kupole
- Bajazida II. hamam, del kompleksa v Carigradu

## Klasično obdobje
Začetek klasičnega obdobja je močno povezan z deli Mimarja Sinana. V tem obdobju se je birokracija osmanske države, katere temelje je v Carigradu postavil Mehmed II., vse bolj dodelala, poklic arhitekta pa se je še bolj institucionaliziral. Dolga vladavina Sulejmana Veličastnega je priznana tudi kot vrhunec osmanskega političnega in kulturnega razvoja, z obsežnim pokroviteljstvom v umetnosti in arhitekturi s strani sultana, njegove družine in njegovih visokih uradnikov. Glavni arhitekt klasičnega obdobja, Mimar Sinan, je služil kot glavni dvorni arhitekt (mimarbaşi) od leta 1538 do svoje smrti leta 1588. Sinan si je pripisal zasnovo več kot 300 stavb, čeprav druga ocena njegovih del navaja skoraj 500. Zaslužen je za načrtovanje stavb do Budima (današnja Budimpešta) in Meke. Sinan verjetno ni bil prisoten, da bi neposredno nadzoroval projekte daleč od prestolnice, zato so v teh primerih njegove načrte najverjetneje izvajali njegovi pomočniki ali lokalni arhitekti. V tem obdobju je osmanska arhitektura, zlasti pod Sinanovim delom in vplivom, doživela novo poenotenje in harmonizacijo različnih arhitekturnih elementov in vplivov, ki jih je osmanska arhitektura prej vsrkala, a še niso bila usklajena v kolektivno celoto. Osmanska arhitektura je uporabljala omejen nabor splošnih oblik – kot so kupole, polkupole in arkadni portiki – ki so se ponavljali v vsaki stavbi in jih je bilo mogoče kombinirati na omejeno število načinov. Iznajdljivost uspešnih arhitektov, kot je Sinan, je bila v previdnih in premišljenih poskusih reševanja problemov prostora, sorazmerja in harmonije. To obdobje je značilno tudi za razvoj izniške keramike v osmanskih spomenikih, pri čemer se umetniški vrhunec tega medija začne v drugi polovici 16. stoletja.

### Zgodnje stavbe Sulejmanove vladavine
Med vladavino Selima I. je bilo razmeroma malo gradbene dejavnosti. Kompleks mošeje Yavuz Selim v Carigradu, posvečene Selimu in z njegovo grobnico, je po njegovi smrti dokončal Sulejman leta 1522. Verjetno jo je tudi ustanovil Sulejman, čeprav točen datum ustanovitve ni znan. Mošeja je narejena po vzoru mošeje Bajazida II. v Odrinu, sestavljena je iz ene velike komore z eno kupolo. Mošejo včasih pripisujejo Sinanu, vendar je ni zasnoval on in odgovorni arhitekt ni znan. Drugi pomembni arhitekturni kompleksi pred Sinanovo arhitekturno kariero, ob koncu vladavine Selima I. ali v zgodnji Sulejmanovi vladavini, so mošeja sultana Hafsa ali Sultaniye v Manisi (približno 1522), Fatiha paše mošeja v Diyarbakirju (dokončana leta 1520 ali 1520) in kompleks Çoban Mustafa paše v Gebzeju (1523–1524).
Preden je bil imenovan za glavnega dvornega arhitekta, je bil Sinan vojaški inženir, ki je pomagal vojski v kampanjah. Njegov prvi večji nevojaški projekt je bil kompleks mošeje Hüsrev paše v Alepu, eden prvih večjih osmanskih spomenikov v tem mestu. Mošeja in medresa sta bili dokončani v letih 1536–1537, čeprav je dokončanje celotnega kompleksa z napisom datirano v leto 1545, ko se je Sinan že preselil v Carigrad. Po njegovem imenovanju za glavnega dvornega arhitekta leta 1538 je bilo Sinanovo prvo naročilo za Sulejmanovo družino kompleks Haseki Hürrem v Carigradu, ki je bil datiran v 1538–1539. Leta 1541 je zgradil tudi grobnico Hayrettina Barbarose v soseski Beşiktaş.
- Zgodnje stavbe pod Sulejmanom (pred 1545)
- Mošeja Yavuza Selima I. v Carigradu (1522), ki jo je zasnoval neznani arhitekt
- Notranjost mošeje Yavuza Selima I.
- Fatiha paše mošeja v Diyarbakirju (1520 ali 1523)
- Notranjost mošeje Fatiha paše, pogled na kupolo
- Mošeja Çoban Mustafa paše v Gebzeju (1523–1524)
- Mošeja Hüsrev paše v Alepu (1536–1537) (na sliki pred nedavno škodo v sirski državljanski vojni)
- Kompleks Haseki Hürrem Sultana v Carigradu (1538–1539), ki ga je zasnoval Sinan
- Grobnica Hayreddina Barbarosa v Bešiktašu (1541), ki jo je zasnoval Sinan

### Mošeja Şehzade in druga zgodnja Sinanova dela
Sinanovo prvo veliko naročilo je bil kompleks mošeje Şehzade, ki jo je Sulejman posvetil Šehzadeju Mehmedu, svojemu sinu, ki je umrl leta 1543. Kompleks mošeje je bil zgrajen med letoma 1545 in 1548. Kot vsi cesarski külliyes je vključeval več zgradb, med katerimi je bila mošeja najvidnejši element. Mošeja ima pravokoten tloris, razdeljen na dva enaka kvadrata, pri čemer en kvadrat zavzema dvorišče, drugi pa je molitvena dvorana. Dva minareta stojita na obeh straneh na stičišču teh dveh kvadratov. Molitveno dvorano sestavlja osrednja kupola, ki je na štirih straneh obdana s polkupolami, vogale pa zavzemajo manjše kupole. Manjše polkupole zapolnjujejo tudi prostor med vogalnimi kupolami in glavnimi polkupolami.
Ta zasnova predstavlja vrhunec prejšnjih kupolastih in polkupolnih stavb v osmanski arhitekturi, ki prinaša popolno simetrijo postavitvi kupole. Zgodnja različica te zasnove, v manjšem obsegu, je bila uporabljena pred Sinanom že leta 1520 ali 1523 v mošeji Fatiha paše v Diyarbakirju. Medtem ko je imela križna postavitev v krščanski arhitekturi simbolni pomen, je bila v osmanski arhitekturi le osredotočena na dvigovanje in poudarjanje osrednje kupole. Sinanove zgodnje inovacije se kažejo tudi v načinu, kako je organiziral strukturne podpore kupole. Namesto da bi kupola povsod okoli nje počivala na debelih stenah (kot je bilo prej običajno), je nosilne podpore zgostil v omejeno število opor ob zunanjih stenah mošeje in v štirih stebrih znotraj same mošeje na vogalih. kupole. To je omogočilo, da so stene med oporniki tanjše, kar je omogočilo več oken, ki so prinesle več svetlobe. Sinan je premaknil tudi zunanje stene navznoter, blizu notranjega roba opornikov, tako da so bili slednji v mošeji manj vidni. Na zunanji strani je ob stranskih fasadah stavbe dodal kupolaste portike, ki so dodatno zakrili opornike in dali zunanjosti večji občutek monumentalnosti. Celo štirje stebri v mošeji so dobili nepravilne oblike, da so imeli manj težek videz.
Osnovna zasnova mošeje Şehzade s simetrično kupolo in postavitvijo štirih polkupol se je izkazala za priljubljeno pri poznejših arhitektih in se je ponovila v klasičnih osmanskih mošejah po Sinanu (npr. mošeja sultana Ahmeda I., Nova mošeja v Eminönüju in 18. -stoletna rekonstrukcija Fatihove mošeje). Najdemo jo celo v mošeji Mohameda Alija iz 19. stoletja v Kairu. Kljub tej zapuščini in simetriji njene zasnove je Sinan menil, da je mošeja Sehzade delo »vajenca« in z njim ni bil zadovoljen. V preostanku svoje kariere njegove postavitve ni ponovil v nobenem drugem delu. Namesto tega je eksperimentiral z drugimi oblikami, za katere se je zdelo, da ciljajo na popolnoma enoten notranji prostor in na načine, kako poudariti zaznavanje obiskovalca glavne kupole ob vstopu v mošejo. Eden od rezultatov te logike je bil, da je bil vsak prostor, ki ne sodi v osrednji kupolasti prostor, zmanjšan na minimalno, podrejeno vlogo, če ne celo odsoten. 
- Kompleks mošeje Şehzade v Carigradu (1545–1548)
- Mošeja Şehzade
- Mošeja Şehzade: pogled na zunanjost in enega od stranskih portikov
- Notranjost mošeje Şehzade
- Pokopališče kompleksa, vključno z grobnico Şehzade Mehmeda

Približno istočasno z gradnjo mošeje Şehzade je Sinan zgradil tudi mošejo sultana Mihrimaha (znano tudi kot mošeja Iskele) za eno od Sulejmanovih hčera, Mihrimah sultan. Dokončana je bila v letih 1547–1548 in stoji v Üsküdarju, čez Bosporsko ožino. Odlikuje ga široka »dvojna veranda«, z notranjim portikom, ki ga obdaja zunanji portik na koncu poševne strehe. Ta lastnost se je izkazala za priljubljeno za nekatere pokrovitelje in jo je Sinan ponovil v več drugih mošejah. En primer je mošeja Rüstem paše v Tekirdağu (1552–1553). Drug primer je kompleks Sulajmanija ali mošeja Tekkiye v Damasku, dokončana v letih 1554–1555. Ta kompleks je tudi pomemben primer mošeje, ki jo je zasnoval Sinan, daleč od Carigrada in ima lokalne sirske vplive, kot je uporaba tehnike ablaq (arhitekturna tehnika, ki vključuje izmenične ali nihajne vrste svetlega in temnega kamna). Za Rüstem-pašo, Sulejmanovega velikega vezirja in zeta, je Sinan zgradil tudi Rustem-pašino medreso v Carigradu (1550) z osmerokotnim tlorisom in več karavanserajev, vključno z Rustem-paša Han v Galati (1550), Rüstem-paša Han v Ereğliju (1552), Rüstem-paša Han v Odrinu (1554) in Taş Han v Erzurumu (med letoma 1544 in 1561). V Carigradu je Sinan v letih 1556–1557 v bližini Hagije Sofije zgradil tudi Haseki Hürrem Hamam, enega najbolj znanih hamamov, ki jih je zasnoval, in vključuje dva enako velika dela za moške in ženske. Med letoma 1554 in 1564 je bil zadolžen tudi za nadgradnjo vodovodnega sistema mesta, za kar je zgradil več impresivnih akvaduktov v Belgradskem gozdu in razširil starejši bizantinski vodovod. Eden od Sinanovih pomočnikov, Hajrudin, je bil odgovoren za gradnjo Starega mosta, enorazponskega mosta v Mostarju (današnja Bosna in Hercegovina), ki velja za enega najbolj impresivnih osmanskih spomenikov na Balkanu. Prvotno je bil zgrajen med letoma 1557 in 1566.
- Druga dela zgodnjega Sinanovega obdobja
- Mošeja sultana Mihrimaha v Üsküdarju (1547–1548)
- Dvojna veranda pred mošejo sultana Mihrimaha
- Medresa Rustem paše v Carigradu (1550)
- Mošeja Tekkiye ali Sulejmanija v Damasku (1554–1555)
- Haseki Hürrem hamam v Carigradu (1556–1557)
- Akvadukt Güzelce blizu Carigrada (med letoma 1554 in 1564)
- Stari Most v Mostarju (1555–1566), ki ga je zgradil Sinanov pomočnik Mimar Hajrudin.

### Kompleks Sulejmanije in potem
Leta 1550 je Sinan začel graditi kompleks Sulejmanija, monumentalni verski in dobrodelni kompleks, posvečen Sulejmanu. Gradnja je bila končana leta 1557. Po vzoru prejšnjega kompleksa Fatih ga sestavljajo številne stavbe, razporejene okoli glavne mošeje v središču, na načrtovanem mestu, ki zaseda vrh hriba v Carigradu. Stavbe so vključevale samo mošejo, štiri splošne medrese, medreso, specializirano za medicino, medreso, specializirano za hadise (darülhadis), mektep (koranska šola za otroke), darüşifa (bolnišnica), karavanseraj, tabhane (gostišče), imaret (javna kuhinja), hamam, vrste trgovin in pokopališče z dvema mavzolejema. Za prilagoditev lokacije na vrhu hriba je moral Sinan začeti s polaganjem trdnih temeljev in podpornih sten, da je nastala široka terasa. Celotna razporeditev stavb je manj togo simetrična kot kompleks Fatih, saj se je Sinan odločil, da ga bolj fleksibilno vključi v obstoječe urbano tkivo. Zahvaljujoč svoji prefinjeni arhitekturi, obsegu, prevladujočemu položaju na mestnem obzorju in svoji vlogi simbola Sulejmanove močne vladavine je kompleks mošeje Sulejmanije eden najpomembnejših simbolov osmanske arhitekture in za katerega znanstveniki pogosto menijo, da je najbolj veličastna mošeja v Carigradu.
Sama mošeja ima podobno obliko kot prejšnja Bajazida II. mošeja: osrednja kupola pred in za njo so pol-kupole, z manjšimi kupolami, ki pokrivajo stranice. Ponovna uporaba starejše postavitve mošeje je nekaj, česar Sinan običajno ni počel. Doğan Kuban je predlagal, da je to morda posledica Sulejmanove zahteve. Zlasti stavba posnema postavitev osrednje kupole Hagije Sofije in to je mogoče razlagati kot Sulejmanovo željo, da posnema strukturo Hagije Sofije, kar dokazuje, kako je ta starodavni spomenik še naprej imel ogromno simbolno moč v osmanski kulturi. Kljub temu je Sinan uporabil inovacije, podobne tistim, ki jih je uporabljal prej v mošeji Şehzade: nosilne podpore je koncentriral v omejeno število stebrov in slopov, kar je omogočilo več oken v stenah in zmanjšalo fizične ločitve v notranjosti stavbe molitvene dvorane. Za zunanje fasade mošeje so značilni pritlični portiki, široki oboki, v katerih so uokvirjeni sklopi oken, ter kupole in polkupole, ki postopoma kulminirajo navzgor – na grobo piramidalen način – do velike osrednje kupole.
- Kompleks Sulejmanija v Carigradu (1550–1557)
- Sulejmanija (mošeja)
- Dvorišče Sulejmanije
- Notranjost mošeje
- Grobnica Sulejmana in pokopališče
- Notranjost Sulejmanove grobnice
- Salis medresa, ena od medrev v kompleksu Sulejmanije

Zdi se, da se je Sinan po zasnovi kompleksa Sulejmanije osredotočil na eksperimentiranje s prostorom z eno kupolo. V 1550-ih in 1560-ih je eksperimentiral z zasnovo »osmerokotne baldakin« za glavno kupolo, pri kateri kupola sloni na osmerokotnem bobnu, ki ga podpira sistem osmih stebrov ali opornikov. To je mogoče videti v zgodnji mošeji Hadim Ibrahim paše (1551) in kasnejši mošeji Rüstem paše (1561), obe v Carigradu. Mošeja Rüstem paše, ena najvidnejših mošej v mestu, je dvignjena na vrhu umetne ploščadi, katere podkonstrukcijo zasedajo trgovine in obokano skladišče, ki je zagotavljalo prihodke za vzdrževanje mošeje. Najbolj znano je, da so zunanji portik mošeje in stene njene notranjosti pokrite s širokim naborom izniških ploščic, brez primere v osmanski arhitekturi. Sinan je običajno ohranil dekoracijo omejeno in podrejeno celotni arhitekturi, zato je ta izjema verjetno posledica prošnje bogatega mecena, velikega vezirja Rüstema paše.
V Lüleburgazu je Sinan zasnoval svojo prvo mošejo s strukturo »kvadratnega baldakina«, kjer kupola sloni na podpornem sistemu kvadratne postavitve (brez polkupol zasnove mošeje Şehzade). Mošeja je bila del verskega in trgovskega kompleksa, zgrajenega za vezirja Sokollu Mehmed pašo, ki se je začela graditi v letih 1559–1560 in dokončala v letih 1565–1566 ali v letih 1569–1571. Kompleks je bil zasnovan tako, da deluje kot postojanka (ali menzil) za popotnike in trgovce in je vključeval mošejo, medreso, karavanseraj, hamam in mektep (osnovna šola), ki so vse okoli tržne ulice (arasta). Podobni kompleksi so bili v tem obdobju zgrajeni na številnih trgovskih poteh po cesarstvu. Kmalu zatem je ta Mihrimah Sultan sponzoriral drugo mošejo, mošejo Mihrimah Sultan v predelu Edirnekapı v Carigradu, zgrajeno med letoma 1562 in 1565. Tu je Sinan uporabil večjo kvadratno konstrukcijo iz baldakina s kupolo, ki se naslanja na štiri vogalne opornike in zapolnjuje stene med oporniki z množico oken, ki so v notranjost vnesli nenavadno količino svetlobe.
Večji del svoje kariere je Sinan eksperimentiral tudi z različicami dizajna »šesterokotnega baldakina«, ki je bil nenavaden v svetovni arhitekturi. Ta model je uporabljal v mošeji Sinan paše (1553–1555) v Bešiktašu, mošeji Kara Ahmed paše (1554) v zahodnem Carigradu, mošeji Molla Çelebi (približno 1561–1562) v Beyoğlu, mošeji Sokollu (Mehmed paše 1571) v soseski Kadırga in mošeja Atik Valide (1583) v Üsküdarju. Mošeja Sokollu Mehmed paše v Kadırgi je ena najbolj dovršenih zasnov njegove pozne kariere in s to vrsto konfiguracije. V tej mošeji je prvič v celoti integriral nosilne stebre šesterokotnega baldakina v zunanje stene in tako ustvaril enoten notranji prostor. Notranjost mošeje je značilna tudi po oblogi izniških ploščic na stenah okoli mihraba in na pendantivih glavne kupole, ki so ustvarile eno najboljših kompozicij keramične dekoracije v tem obdobju.
- Sinanove šesterokotne, kvadratne in osmerokotne mošeje
- Mošeja Hadima Ibrahima v Carigradu (1551)
- Sinana paše mošeja v Carigradu (1553–1555)
- Mošeja Sinana paše: pogled na osrednjo kupolo, pogled proti strani
- Mošeja Kara Ahmet paše v Carigradu (1554)
- Notranjost mošeje Kara Ahmet paše
- Kompleks Sokollu Mehmed paše v Lüleburgazu, ustanovljen okoli leta 1560: pogled na dvorišče mošeje in medrese
- Kompleks Sokollu Mehmed paše v Lüleburgazu: notranjost mošeje
- Rüstem paše mošeja v Carigradu (okoli 1561)
- Notranjost mošeje Rüstem paše, z dekoracijo izniških ploščic
- Notranjost mošeje Rüstem paše, pogled na kupolo
- Mošeja Mihrimah Sultan v Carigradu (1565)
- Notranjost mošeje Mihrimah Sultan
- Mošeja Sokollu Mehmed paše v Carigradu (1571)
- Mošeja Sokollu Mehmed paše v Carigradu: pogled na notranjost in mihrab.

### Selimova mošeja in Sinanova pozna dela
Sinanova kronska mojstrovina je  Selimova mošeja v Odrinu, ki se je začela leta 1568 in dokončala leta 1574 (ali morda 1575). Je glavni element drugega cesarskega kompleksa stavb. Stavba mošeje je sestavljena iz dveh enakih delov: pravokotnega dvorišča in pravokotne molitvene dvorane. Notranjost molitvene dvorane je značilna po tem, da v celoti prevladuje ena sama masivna kupola, katere pogled ne ovirajo strukturni elementi, ki smo jih videli v drugih velikih kupolastih mošejah pred tem. Ta zasnova je vrhunec Sinanovih prostorskih eksperimentov, ki uporabljajo osmerokotni baldakin kot najučinkovitejšo metodo integracije okrogle kupole s pravokotno dvorano spodaj z zmanjšanjem prostora, ki ga zasedajo nosilni elementi kupole. Kupola je podprta na osmih masivnih stebrih, ki so deloma samostoječi, a tesno povezani z zunanjimi stenami. V stene mošeje so skrite dodatne zunanje opore, kar omogoča, da so vmesne stene prebodene z velikim številom oken. V vogalih zasedajo štirje polkupolaste trompe, vendar so sorazmerno z glavno kupolo precej manjši. Sinan je dobro izkoristil tudi prostore med stebri in oporniki, tako da jih je zapolnil z dvignjeno galerijo na notranji strani in obokanimi portiki na zunanji strani. Dvignjene galerije v notranjosti so pomagale odpraviti tisto malo pritličnega prostora, ki je obstajalo onkraj osrednje kupolaste baldakinske konstrukcije, kar je zagotovilo, da je kupola tako prevladovala nad pogledom od koder koli bi obiskovalec stal. Sinanove biografije hvalijo kupolo zaradi velikosti in višine, ki je približno enakega premera kot glavna kupola Hagije Sofije in nekoliko višja; prvič, da je bilo to doseženo v osmanski arhitekturi. Mihrab, izklesan v marmorju, je postavljen v vdolbino in rahlo dvignjeno apsido, ki štrli navzven od preostalega dela mošeje, kar omogoča osvetljevanje z okni na treh straneh. Stene na obeh straneh mihraba so okrašene z odličnimi izniškimi ploščicami, prav tako tudi sultanov zasebni balkon za molitve v vzhodnem kotu mošeje. Minbar mošeje je med najlepšimi primeri kamnitih minbarov, ki so do takrat postali običajni v osmanski arhitekturi. Kamnite površine so okrašene z oboki, preluknjanimi geometrijskimi motivi in izrezljanimi arabeskami.
- Selimova mošeja v Odrinu (1568–1574)
- Selimova mošeja
- Oporniki in navpični poudarek na zunanjosti mošeje
- Notranjost, pogled na kupolo
- Notranjost, pogled s pritličja
- Sultanova loža v mošeji
- Detajli kamnitega minbarja, vključno s preluknjanim geometrijskim okrasjem

Na območju Hagije Sofije je Sinan v letih 1576–1577 zgradil grobnico Selima II., enega največjih mavzolejev z osmansko kupolo. V palači Topkapı je bilo leta 1578 zgrajeno eno njegovih najpomembnejših del, zbornica ali paviljon Murata III. Leta 1580 je zgradil kompleks Şemsi paše, majhno mošejo, grobnico in kompleks medrese na obali Üsküdarja, ki velja za eno najboljših majhnih mošej, ki jih je zasnoval. V letih 1580–1581 je zgradil kompleks Kılıç Ali paše v soseski Tophane. Predvsem je ta mošeja miniaturna različica Hagije Sofije. Ponovno je možno, da je bila ta nenavadna kopija starejšega spomenika zahteva mecena Kılıç Ali paše.
Sinanovo zadnje veliko naročilo je bila mošeja Atik Valide, ki jo je ustanovil Nurbanu Sultan na južnem robu Üsküdarja. To je bil največji kompleks külliye in mošej Sinana, zgrajen po Sulejmaniji. Dokončan je bil leta 1583, ko je Nurbanu umrl, vendar je Sinan verjetno začel delati na njem v 1570-ih. Sestavljen je iz številnih struktur na obsežnem mestu. Za razliko od prejšnjih kompleksov Fatih in Sulejmanije, kljub velikemu razpoložljivemu prostoru, ni bilo poskusa ustvariti enotnega ali simetričnega dizajna v celotnem kompleksu. To lahko nakazuje, da Sinan te lastnosti ni smatral za nujno potrebne za načrtovanje idealnega kompleksa mošeje.
Med zadnjimi Sinanovimi deli pred njegovo smrtjo so mošeja Murada III. v Manisi, zgrajena med letoma 1583 in 1585 pod nadzorom njegovih pomočnikov Mahmuda in Mehmeda Age, pa tudi skromna mošeja Ramazan Efendi v Carigradu, zgrajena leta 1586. Po njegovi smrti leta 1588 je bil Sinan pokopan v grobnici, ki jo je sam zasnoval na vogalu ulice poleg kompleksa Sulejmanije v Carigradu. 
- Pozna Sinanova dela (po letu 1574)
- Grobnica Selima II. (1576–1577)
- Notranjost grobnice Selima II.
- Mošeja Kılıç Ali paše v Carigradu (1580–1581)
- Notranjost mošeje Kılıç Ali paše
- Soba Murada III. v palači Topkapı (1578)
- Kompleks Şemsi paše v Carigradu (1580), na obali Üsküdar
- Mošeja Atik Valide v Carigradu (dokončana leta 1584)
- Notranjost mošeje Atik Valide
- Mošeja Murata III. v Manisi (1585)
- Notranjost mošeje Murata III.

### Klasična arhitektura po Sinanu
Po Sinanu je klasični slog v primerjavi s prejšnjimi obdobji postal manj ustvarjalen in se bolj ponavljal. Davud Agha je nasledil Sinana kot glavni arhitekt. Med njegovimi najpomembnejšimi deli, vsa v Carigradu, so mošeja Cerrahpaşa (1593), kompleks Koca Sinan paše na Divanyolu (1593), kompleks Gazanfer Ağa medrese (1596) in grobnica Murata III. (dokončana leta 1599). Nekateri znanstveniki trdijo, da bi mu morali pripisati mošejo Nışançı Mehmed paše (1584–1589), katere arhitekt ni znan, glede na njen datum in slog. Njena zasnova velja za visoko dovršeno in morda je ena prvih mošej, ki ima prednje vrtno dvorišče. Davud Agha je bil eden redkih arhitektov tega obdobja, ki je pokazal velik potencial in ustvaril načrte, ki presegajo Sinanove, a je na žalost umrl zaradi kuge tik pred koncem 16. stoletja. Po tem sta bili obe največji mošeji, zgrajeni v 17. stoletju, oblikovani po obliki starejše mošeje Şehzade: mošeja sultana Ahmeda I. in Nova mošeja v Eminönüju.
Mošeja sultana Ahmeda I., znana tudi kot Modra mošeja, je bila začeta leta 1609 in dokončana leta 1617. Zasnoval ga je Sinanov vajenec Mehmed Agha. Velikost, lokacija in dekoracija mošeje nakazujejo, da je bila mišljena kot tekmec bližnje Hagije Sofije. Večji kompleks vključuje tržnico, medreso in grobnico Ahmeda I., druge strukture pa niso preživele. V molilnici mošeje je osrednja kupola obdana s štirimi polkupolami, tako kot pri mošeji Şehzade, z dodatnimi manjšimi polkupolami, ki se odpirajo iz vsake večje polkupole. Štirje stebri, ki podpirajo osrednjo kupolo, so masivni in bolj impozantni kot v Sinanovih mošejah. Spodnje stene so razkošno okrašene z izniškimi ploščicami: zgodovinski arhivi beležijo, da je bilo v ta namen kupljenih preko 20.000 ploščic. Navzven se je Mehmed Agha odločil doseči "mehkejši" profil s kaskado kupol in različnimi ukrivljenimi elementi, ki se razlikuje od bolj dramatične jukstapozicije kupol in navpičnih elementov, ki jih je v prejšnjih klasičnih mošejah videl Sinan. Je tudi edina osmanska mošeja, ki ima kar šest minaretov. Po mošeji sultana Ahmeda I. v Carigradu do sredine 18. stoletja niso zgradili nobene druge velike cesarske mošeje, posvečene sultanu. Mošeje so se še naprej gradile in posvečale drugim dinastičnim družinskim članom, vendar je tradicija sultanov, ki so gradili lastne monumentalne mošeje, izginila.
Nekateri najboljši primeri osmanske arhitekture zgodnjega 17. stoletja so Revan Kiosk (1635) in Bagdadski Kiosk (1639) v palači Topkapı, ki ju je zgradil Murat IV. v spomin na svoje zmage proti Safavidom. Oba sta majhna paviljona, dvignjena na ploščadi s pogledom na vrtove palače. Oba sta tako znotraj kot zunaj harmonično okrašena s pretežno modrimi in belimi ploščicami ter bogato intarziranimi polkni.
Novo mošejo ali mošejo Yeni Valide v Eminönüju je prvotno začel arhitekt Davud Agha leta 1597, sponzorirala pa ga je Safiye Sultan, žena Murata III.. Vendar pa je smrt Davuda Aghe leto ali dve pozneje, ki ji je sledila smrt Safiye Sultane leta 1603, povzročila, da je bila gradnja opuščena. Obnovljena je bila šele na pobudo Hatice Turhan Sultan leta 1661 in dokončana leta 1663. Kompleks vključuje mošejo, mavzolej Hatice Turhan, zasebni paviljon za sultana in kraljevo družino ter pokrito tržnico, znano kot Egipčanska tržnica (Mısır Çarşısı; danes znana kot Bazar začimb). Njegovo dvorišče in notranjost sta bogato okrašena s izniškimi ploščicami ali Kütahya, pa tudi z vklesanimi v kamnu muqarnas in rastlinskimi motivi rumija. Podobno imenovani kompleks mošeje Yeni Valide, zgrajen v letih 1708–1711 v Üsküdarju, je bil eden zadnjih večjih spomenikov, zgrajenih v klasičnem slogu v Carigradu pred vzponom sloga iz obdobja tulipanov.
- Klasična arhitektura po Sinanu
- Mošeja Nişancı Mehmed paše, Carigrad (približno 1589)
- Notranjost mošeje Nişancı Mehmed paše
- Vrtno dvorišče mošeje Nişancı Mehmed paše
- Mošeja Cerrah paše, Carigrad (1593)
- Notranjost mošeje Cerrah paše
- Medresa Gazanfer Ağa, Carigrad (1596)
- Grobnica Murata III., Carigrad (1599)
- Sultana Ahmeda mošeja v Carigradu (1609–1617)
- Notranjost mošeje Sultana Ahmeda
- Bagdadski kiosk v palači Topkapı (1639)
- Notranjost Bagdadskega kioska
- Nova mošeja (Yeni Cami) v Carigradu (končana 1663)
- Notranjost Nove mošeje
- Egiptovski bazar (bazar začimb) v Carigradu, zgrajen kot del kompleksa Nove mošeje
- Kompleks mošeje Yeni Valide v Üsküdarju (1708–1711)
- Strop mošeje Yeni Valide